# نصير (الجوبة)

تعديل مصدري - تعديل

نصير هي إحدى قرى عزلة نجا بمديرية الجوبة التابعة لمحافظة مأرب، بلغ تعداد سكانها 368 نسمة حسب تعداد اليمن لعام 2004.